# Rheochorema tenuispinum
Rheochorema tenuispinum là một loài Trichoptera thuộc họ Hydrobiosidae. Chúng phân bố ở vùng Tân nhiệt đới.